# 深津村
深津村（ふかつむら）は、かつて広島県深安郡にあった村。旧深津郡。現在の福山市の地名（東深津町）（西深津町）として残っている。

## 歴史
古代より大いに栄えた地域で江戸時代に備後福山藩により行われた干拓事業が行われるまでは蔵王山から続く丘陵部は瀬戸内海に突き出した半島であり現在でも深津山や深津半島と呼ばれる。万葉集にも第11巻にある「路の後(みちのしり・備後国の意)　深津島山暫くも　君が目見ねば　苦しかりけり」という歌に出てくる深津島山と登場する。また米座という小字名が残っているがこれは中世より米や物資の集積地であった名残で瀬戸内海での為替業務を行う拠点であった。
- 1889年（明治22年）4月1日 - 町村制の施行により深津郡深津村が発足。
- 1898年（明治31年）10月1日 - 郡制の施行のため所属が深安郡となる。
- 1933年（昭和8年）1月1日 - 深安郡川口村・手城村・奈良津村・吉津村・木之庄村・本庄村、沼隈郡神島村・佐波村・草戸村とともに福山市へ編入し、深津村が廃止される。

## 社寺
- 長尾寺
- 光明院
- 薬師寺
- 三密院（廃寺）
- 塩崎神社
- 王子神社
- 深津八幡神社
- 東荒神社
- 西荒神社